# Longridge
Longridge este un oraș în comitatul Lancashire, regiunea North West, Anglia. Orașul se află în districtul Ribble Valley.